# أندرو فولي
أندرو فولي هو رسام كندي، ولد في 1950.

## وصلات خارجية
- الموقع الرسمي